# Olaf-Gulbransson-Preis
Der Olaf-Gulbransson-Preis wurde seit 1993 alle zwei Jahre (bis 2007) von der Olaf-Gulbransson-Gesellschaft in Tegernsee in Erinnerung an den Zeichner und Karikaturisten Olaf Gulbransson zur Förderung begabter Künstler verliehen. Die Auszeichnung war mit 5.000 Euro dotiert.

## Preisträger
- 1993 Tullio Pericoli
- 1995 Michael Sowa
- 1997 Luis Murschetz
- 2000 Volker Kriegel
- 2001 Erich Sokol
- 2004 Zygmunt Januszewski
- 2007 Volker Reiche

## Quelle
- Olaf Gulbransson Preis. Olaf Gulbransson Museum, abgerufen am 6. August 2015.